# Дубовий закіт
Дубо́вий закі́т — ботанічний заказник місцевого значення в Україні. Розташований на території Рожищенського району Волинської області, біля села Кобче. 
Площа — 25,9 га. Статус отриманий у 1991 році. Перебуває у віданні: Сокольська сільська рада. 
Статус присвоєно для збереження ділянки дубово-липових насаджень віком до 80 років та лучно-чагарникових угідь, де зростають верба козяча та біла, лікарські рослини: конвалія звичайна, звіробій звичайний. Трапляється рідкісний вид, занесений до Червоної книги України — сон розкритий. 
Фауна заказника представлена єнотовидним собакою, лисицею звичайною, зайцем сірим.